# Frederick Pei Li
Frederick Pei Li (ur. 7 maja 1940 w Kantonie, zm. 12 czerwca 2015 w Brookline) – amerykański lekarz chińskiego pochodzenia.
Frederick Pei Li urodził się w Kantonie w Chinach, a wychował się w Nowym Jorku, gdzie jego rodzice prowadzili chińską restaurację. Jego działalność naukowa koncentrowała się na pionierskich badaniach w rodzinach z predyspozycją do rozwoju chorób nowotworowych w genetycznie  uwarunkowanym zespole Li-Fraumeni. Licencjat z fizyki uzyskał na New York University, dyplom lekarski na University of Rochester, a tytuł magistra w demografii na Georgetown University. W 1967 roku zaczął pracę w Oddziale Epidemiologii National Cancer Institute (NCI). Jego praca trwała przez 24 lata, najdłużej w placówce NCI w Dana-Farber Cancer Institute w Bostonie. W 1991 został kierownikiem Oddziału Epidemiologii i Profilaktyki Nowotworów tej placówki, a na emeryturę odszedł w 2008 roku.
Li był też profesorem Epidemiologii Klinicznej Nowotworów na Harvard School of Public Health, profesorem medycyny na Harvard Medical School, a także profesorem ds. badań naukowych w Instytucie Harry'ego i Elsy Jiler w American Cancer Society. W 1996 r. dr Li został mianowany przez prezydenta Billa Clintona na członka Komitetu Doradczego NCI.
Dr Li stworzył program badań w celu identyfikacja genów, które biorą udział w rozwoju określonych rodzajów nowotworów. Podstawą dla wypracowania tego programu były badania nad rodzinami z mutacjami genu p53, które predysponują do raka piersi i różnych nowotworów wieku dziecięcego.

## Nagrody
- 1999 Medal of Honor for Clinical Research, American Cancer Society
- 1998 Harry and Elsa Jiler Clinical Research Professorship, American Cancer Society
- 1995 Award for Research Excellence in Cancer Epidemiology and Prevention, American Association for Cancer Research/American Cancer Society
- 1995 Charles S. Mott Prize, General Motors Cancer Research Foundation